# Peillsches Landhaus

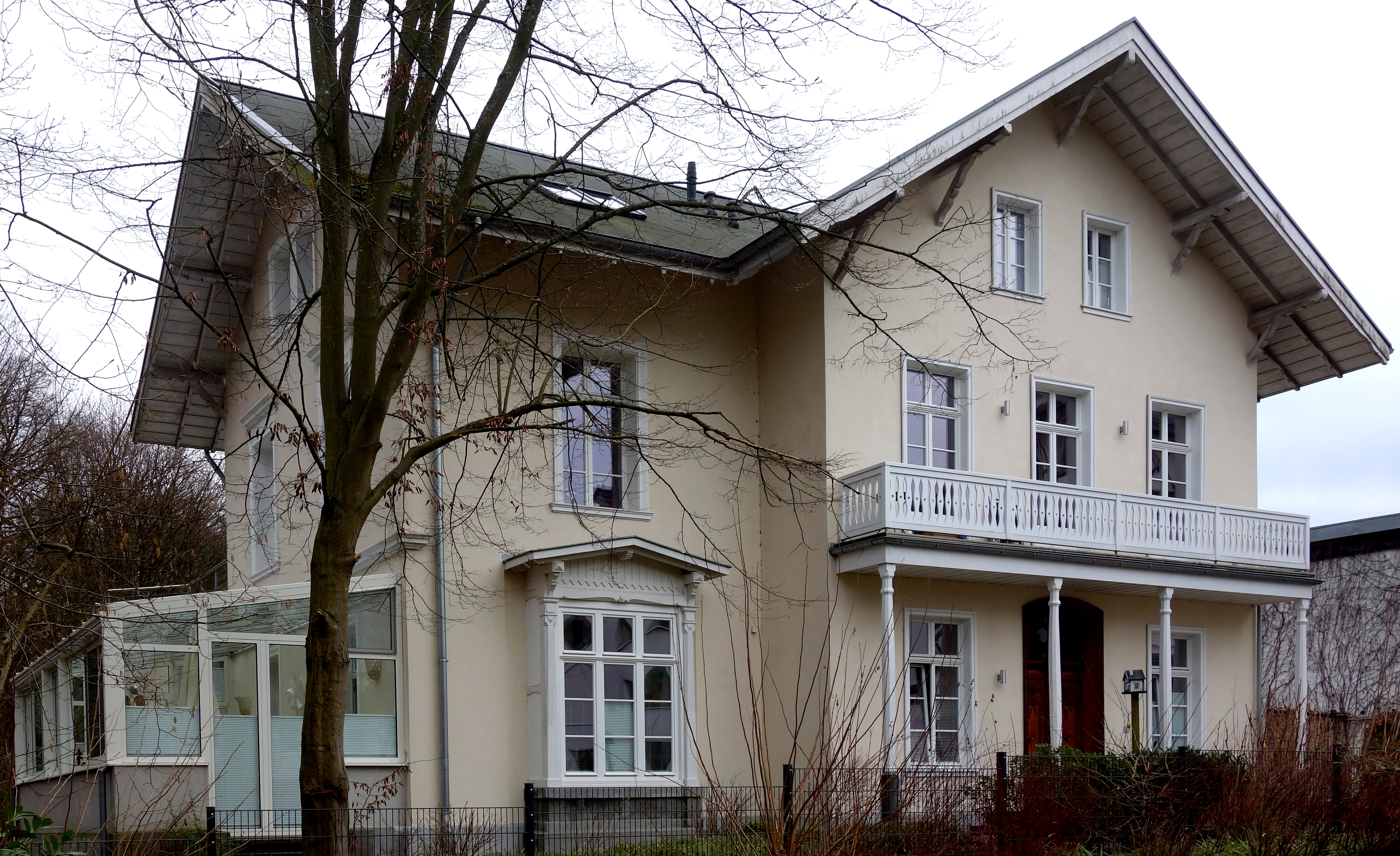
Peillsches Landhaus

Das Peillsche Landhaus ist ein denkmalgeschütztes ehemaliges Landhaus an der Dhünn im Stadtteil Schlebusch der kreisfreien Stadt Leverkusen in Nordrhein-Westfalen.

## Baugeschichte und Ausstattung

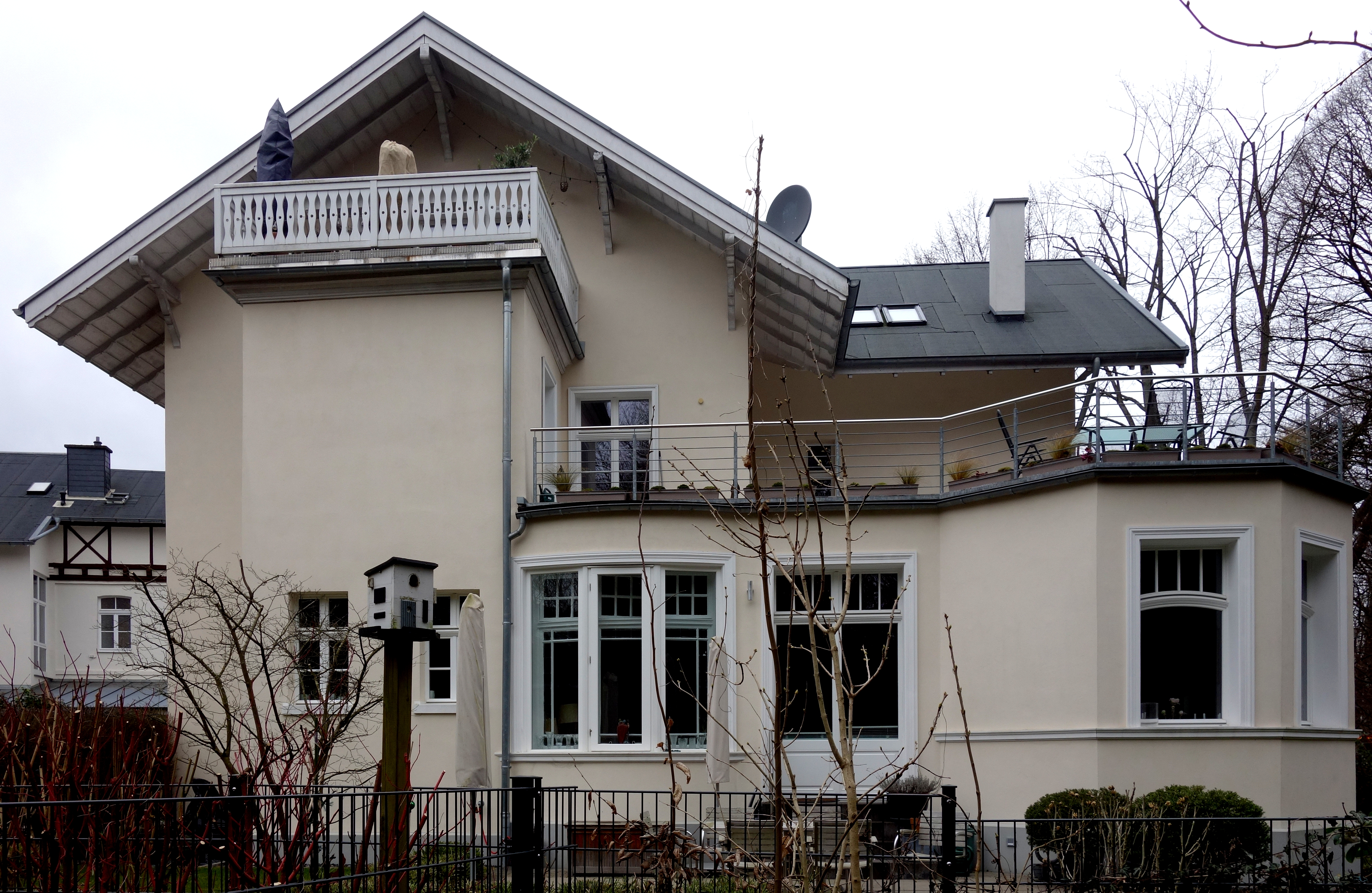
Hinteransicht des Peillschen Landhauses

Die Eheleute Peill kauften Mitte des 19. Jahrhunderts ein großes Grundstück in Schlebusch an der Dhünn, auf dem sie in den 1860er Jahren einen Sommersitz in Holzbauweise errichten ließen, den sie immer wieder erweiterten und mit Nebengebäuden ergänzten. Der Vater der Ehefrau Katharina Peill war der ehemalige Mülheimer Bürgermeister und Seidenfabrikant Steinkauler.
Ähnlich wie bei der gegenüber liegenden Villa Wuppermann wurde auch dieses Gebäude als Schweizer Landhaus gestaltet. Es ist ein zweigeschossiger Putzbau mit Holzveranda und wiederverwendeter Rokokotür sowie einem mehrteiligen flachen und weit vorkragenden Schieferdach, das ursprünglich mit sehr reichhaltigem Schnitzwerk versehen war, heute aber nur in vereinfachter Form zu sehen ist. Ebenfalls analog zur Villa Wuppermann besitzt auch dieses Landhaus einen Landschaftsgarten nach englischem Vorbild.
Im Laufe der Zeit war das Haus vom Verfall bedroht. 2010 wurde es verkauft und zwischen 2011 und 2014 von dem privaten Eigentümer aufwändig wieder instand gesetzt. 

## Remisengebäude

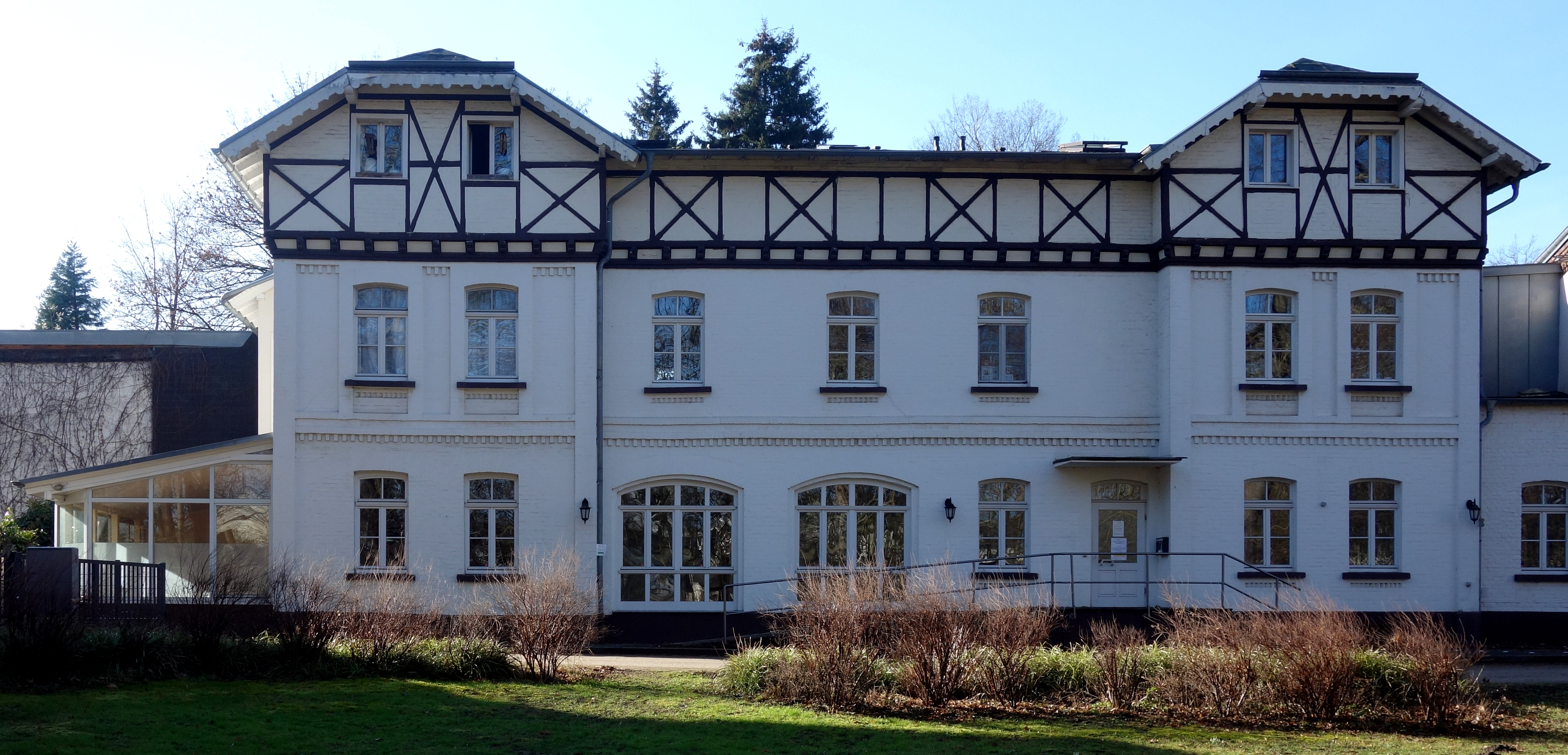
Remisengebäude des Peillschen Landhauses

Das in der zweiten Hälfte des 19. Jahrhunderts errichtete Remisengebäude des Peillschen Landhauses ist ein zweigeschossiger Sichtbacksteinbau mit Klinkergliederungen und einem niedrigen Dachgeschoss in Zierfachwerk mit Seitenrisaliten, Krüppelwalmdach, Schnitzwerk und Giebelverzierungen. Es befindet sich direkt neben dem Landhaus.
Bis 2008 war hier die Schlebuscher Zweigstelle der Stadtbücherei untergebracht. Anschließend zog die Bücherei ins Freiherr-vom-Stein-Gymnasium um.
Heute beherbergt das Remisengebäude ein Yoga-Institut.

## Pförtnertor

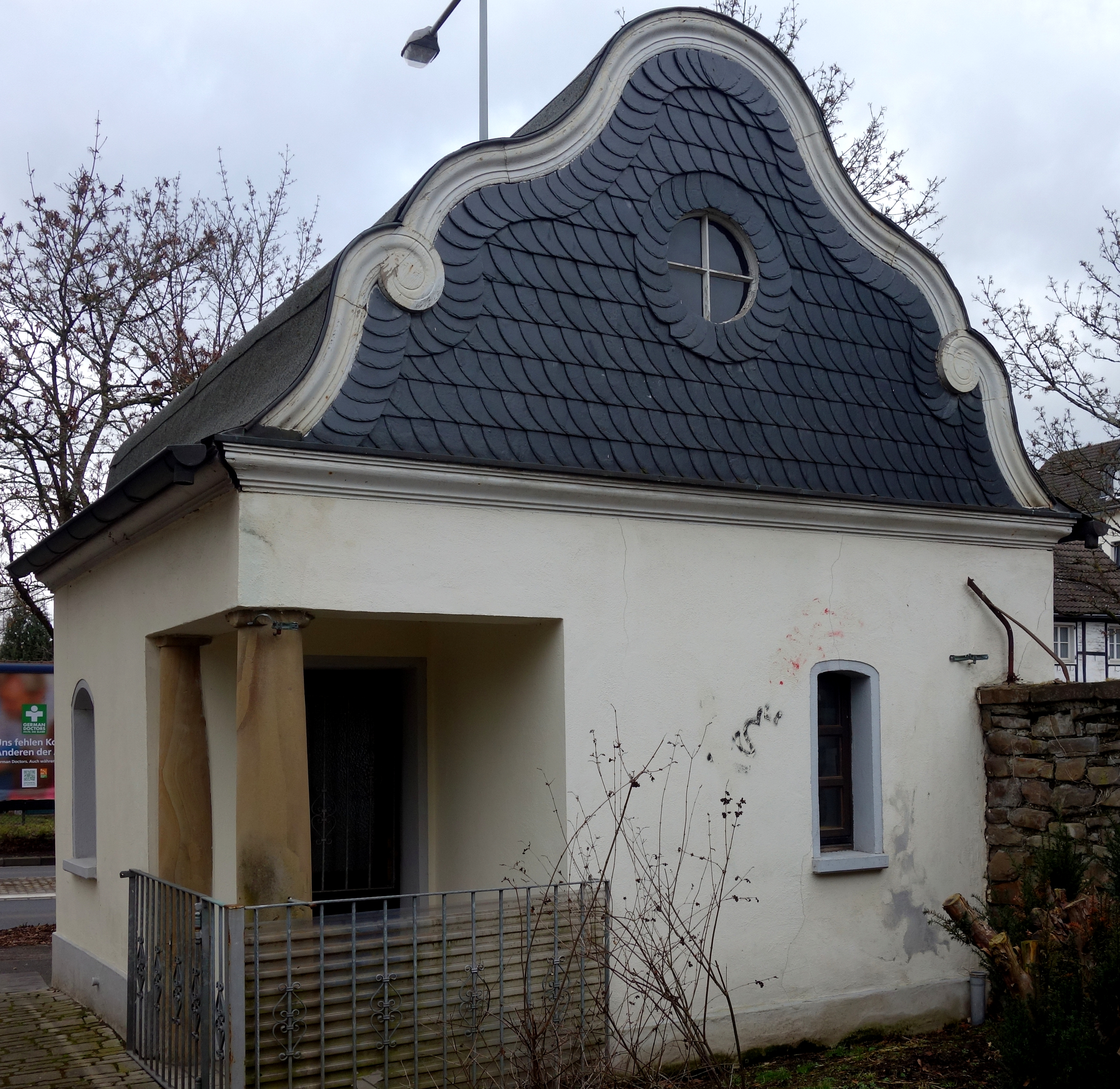
Pförtnertor des Peillschen Landhauses

Unweit des Landhauses am Rande des Wuppermannparks wurde im Jahre 1911 das zum Peillschen Landhaus gehörige Pförtnertor gebaut, ein kleiner eingeschossiger neobarocker Putzbau mit verschiefertem Schweifgiebel und geschweiftem Dach.

## Denkmalschutz
Zusammen mit dem Remisengebäude und dem Pförtnertor wurde das Peillsche Landhaus am 25. Mai 1984 in die Liste der Baudenkmäler in Leverkusen eingetragen.